# Ciampa glaridocrania
Ciampa glaridocrania là một loài bướm đêm trong họ Geometridae.